# Саса (округ Ревуца)
Саса (словац. Sása, нім. Sachsa bei Großsteffelsdorf) — село, громада в окрузі Ревуца, Банськобистрицький край, Словаччина. Населення — 206 осіб (за оцінкою на 31 грудня 2017 р.).
Вперше згадується в 1266 році під назвою Zazteluk.
Головна пам'ятка Саси — класичний євангелістський костел без вежі побудований 1787 року. Після пожежі 1854 року був відновлений і добудовано вівтар у стилі нео-бароко. Біля церкви розташована дзвіниця 19-го століття.
Місцева природа приваджує монахів, туристів та мисливців.

## Географія
Село знаходиться в південно-східній частині Словацького Карсту.

## Населення
| Рік:            | 1994. | 2004.   | 2014.    | 2024.    |
| --------------- | ----- | ------- | -------- | -------- |
| Кількість осіб: | 126   | 137     | 183      | 220      |
| Різниця:        |       | +8,73 % | +33,57 % | +20,21 % |

| Рік:            | 2023. | 2024.   |
| --------------- | ----- | ------- |
| Кількість осіб: | 214   | 220     |
| Різниця:        |       | +2,80 % |